# Nishiya Kazuki
Kazuki Nishiya (西谷 和希 Nishiya Kazuki, sinh ngày 5 tháng 10 năm 1993) là một cầu thủ bóng đá người Nhật Bản. Anh thi đấu cho Tochigi SC.

## Sự nghiệp
Kazuki Nishiya gia nhập câu lạc bộ J3 League Tochigi SC năm 2016.